# Air Teluk Hessa
Air Teluk Hessa is een bestuurslaag in het regentschap Asahan van de provincie Noord-Sumatra, Indonesië. Air Teluk Hessa telt 2209 inwoners (volkstelling 2010).